# 장프레데리크 샤퓌
장프레데리크 샤퓌(프랑스어: Jean-Frédéric Chapuis, 1989년 3월 2일~)는 프랑스의 프리스타일 스키 선수로 주 종목은 스키크로스이다. 2014년 동계 올림픽 스키크로스 종목에서 금메달을 획득했으며 세계 선수권 대회에서 금메달 1개, 은메달 1개를 획득했다.